# Costatrichia
Costatrichia is een geslacht van schietmotten uit de familie Hydroptilidae.

## Soorten
Deze lijst van 12 stuks is mogelijk niet compleet.
- C. bipartita OS Flint, 1970
- C. carara RW Holzenthal & SC Harris, 1999
- C. cressae RW Holzenthal & SC Harris, 1999
- C. flinti RW Holzenthal & SC Harris, 1999
- C. lodora Mosely, 1937
- C. noite EB Angrisano, 1995
- C. panamensis OS Flint, 1967
- C. simplex OS Flint, 1970
- C. spinifera OS Flint, 1970
- C. tripartita OS Flint, 1970
- C. venezuelensis OS Flint, 1981
- C. zopilote RW Holzenthal & SC Harris, 1999